# Butterzopf
El Butterzopf ("trena de mantega"; a Suïssa normalment Zopf, en alemany bernès Züpfe i a Àustria Striezel o Strietzel; en francès: Tresse, en italià: Treccia; a l'Hunsrück Zopp o Kranzkuchen) és pa trenat típic de Suïssa, Àustria i el sud d'Alemanya. A diferència del Hefezopf, no està endolcit i no conté ni panses ni ametlles.
La trena de mantega està feta amb massa de llevat (Hefeteig). Conté mantega i llet i encara és comestible fins i tot després de diversos dies. Abans de coure es pinta amb rovell d'ou. En la producció industrial, en lloc de la mantega s'utilitza greix de mantega pura i la llet es substitueix per llet en pols. A Suïssa, aquesta pràctica està regulada en el reglament EDI sobre aliments d'origen vegetal, bolets i sal de taula (VLpH). L'article 75 de la VLpH diu: "Si el producte té un contingut de mantega clarificada d'almenys 70 g/kg, el nom del producte pot indicar un contingut de mantega com "Butterzopf". En aquest cas, no està permesa l'addició de greixos de cuina, olis de cuina, margarines o minarines".
Tradicionalment, el pa es trena a partir de dos fils dobles de massa, cosa que li dona més volum. Malgrat que per a l'elaboració es faci servir normalment farina blanca, a Suïssa sovint es fa servir l'anomenada farina trenada (Zopfmehl), que conté una porció de farina d'espelta, que millora l'estructura de la massa. També s'hi pot afegir àcid ascòrbic, gluten addicional i malt. La molla de la trena ha de tenir una estructura fibrosa. Això s'aconsegueix utilitzant una farina alta en gluten i estirant els fils trenats diverses vegades. La trena es menja tradicionalment per esmorzar els dies festius amb mantega i mel o melmelada.